# روبان نقره‌ای بهترین بازیگر نقش مکمل زن
روبان نقره‌ای بهترین بازیگر نقش مکمل زن (ایتالیایی: Nastro d'argento alla migliore attrice non protagonista) یکی از جوایز اتحادیه ملی روزنامه نگاران سینمای ایتالیا است از سال ۱۹۴۶ تاکنون به صورت سالانه به بهترین بازیگر زن نقش دوم داده می‌شود.

## دهه ۱۹۴۰
- ۱۹۴۶ - آنا مانیانی - رم، شهر بی‌دفاع
- ۱۹۴۷ - اوه نینچی - To Live in Peace
- ۱۹۴۸ - ویوی جوی - شکار غم‌انگیز
- ۱۹۴۹ - جولیتا ماسینا -  Senza pietà

## دهه ۱۹۵۰
- ۱۹۵۰ - جایزه داده نشد
- ۱۹۵۱ - جولیتا ماسینا - روشنایی‌های واریته
- ۱۹۵۲ - جایزه داده نشد
- ۱۹۵۳ - جایزه داده نشد
- ۱۹۵۴ - جایزه داده نشد
- ۱۹۵۵ - تینا پیکا - Pane, amore e gelosia
- ۱۹۵۶ - والنتینا کورتس - رفیقه‌ها
- ۱۹۵۷ - ماریزا مرلینی - Tempo di villeggiatura
- ۱۹۵۸ - فرانکو مارتزی - شب‌های کابیریا
- ۱۹۵۹ - دوریان گری - Mogli pericolose

## دهه ۱۹۶۰
- ۱۹۶۰ - کریستینا گایونی - Nella città l'inferno
- ۱۹۶۱ - دیدی پرگو -  Kapò
- ۱۹۶۲ - مونیکا ویتی - شب
- ۱۹۶۳ - رجینا بیانکی - Four days of Naples
- ۱۹۶۴ - ساندرا میلو - ۱/۲ ۸
- ۱۹۶۵ - تکلا اسکارانو - ازدواج به سبک ایتالیایی
- ۱۹۶۶ - ساندرا میلو - جولیتای ارواح
- ۱۹۶۷ - اولگا ویلی - پرندگان، زنبورهای عسل و ایتالیایی‌ها
- ۱۹۶۸ - ماریا گراتزیا بوچلا - I Married You for Fun
- ۱۹۶۹ - پوپلا ماجو - Be Sick... It's Free

## دهه ۱۹۷۰
- ۱۹۷۰ - جایزه داده نشد
- ۱۹۷۱ - فرانچسکا رومانا کولوتزی - Venga a prendere il caffè da noi
- ۱۹۷۲
  - مارینا برتی - La califfa
  - سیلوانا مانگانو - مرگ در ونیز
- ۱۹۷۳ - جایزه داده نشد
- ۱۹۷۴ - آدریانا استی - یک تعطیلات کوتاه
- ۱۹۷۵ - جووانا رالی - We All Loved Each Other So Much
- 1976 - Maria Teresa Albani - Down the Ancient Staircase
- ۱۹۷۷ - آدریانا استی - ارث
- ۱۹۷۸ - ویرنا لیزی - فراسوی نیک و بد
- ۱۹۷۹ - لئا ماساری - Christ Stopped at Eboli

## دهه ۱۹۸۰
- ۱۹۸۰ - استفانیا ساندرلی - تراس
- ۱۹۸۱ - آیدا دی بندتو - فونتامارا
- ۱۹۸۲ - کلودیا کاردیناله - The Skin
- ۱۹۸۳ - ویرنا لیزی - Time for Loving
- ۱۹۸۴ - مونیکا اسکاتینی - Away from where
- ۱۹۸۵ - مارینا کونفالونه - Così parlò Bellavista
- ۱۹۸۶ - ایزا دنیلی - Camorra (A Story of Streets, Women and Crime)
- ۱۹۸۷ - اوتاویا پیکولو - خانواده
- ۱۹۸۸ - النا سوفیا ریچی - Me and My Sister
- ۱۹۸۹ - استفانیا ساندرلی - Mignon Has Come to Stay

## دهه ۱۹۹۰
- ۱۹۹۰ - نانسی بریلی -  Piccoli equivoci
- ۱۹۹۱ - زوئی اینکروچی - Towards Evening
- ۱۹۹۲ - ایلاریا اوکینی - Benvenuti in casa Gori
- ۱۹۹۳ - پائولو کواترینی - Fratelli e sorelle
- ۱۹۹۴ - میلنا ووکوتیک - Fantozzi in paradiso
- ۱۹۹۵ - ویرنا لیزی - La Reine Margot
- ۱۹۹۶ - رجینا بیانکی - Camerieri
- ۱۹۹۷ - لوسیا پولی - Albergo Roma
- ۱۹۹۸ - میما ده روزالیا / ماریا آلیوتا / آناماریا کونفالونه / آدل لیوتا / فرانچسکا دی چزاره / الئونورا تریاکا / کانستا آلفانو / آنتونیو اوتزو - Tano da morire
- ۱۹۹۹ - استفانیا ساندرلی - شام

## دهه ۲۰۰۰
- ۲۰۰۰ - مارینا ماسیرونی - Bread and Tulips
- ۲۰۰۱ - استفانیا ساندرلی - The Last Kiss
- ۲۰۰۲ - مارگریتا بوی, ویرنا لیزی, ساندرا چکارلی - The Best Day of My Life
- ۲۰۰۳ - مونیکا بلوچی - مرا به خاطر بسپار، عشق من
- ۲۰۰۴ - مارگریتا بوی - Caterina in the Big City
- ۲۰۰۵ - جیووانا متزوجیورنو - L'amore ritorna
- ۲۰۰۶ - آنجلا فینوکیارو -  The Beast in the Heart
- ۲۰۰۷ - آمبرا آنجولینی - Saturn in Opposition
- ۲۰۰۸ - سابرینا فریلی -  Your Whole Life Ahead of You
- ۲۰۰۹ - فرانچسکا نری - Giovanna's Father

## دهه ۲۰۱۰
- ۲۰۱۰
  - ایزابلا راگونزه - زندگی ما and Due vite per caso
  - النا سوفیا ریچی, لونتا ساوینو - Loose Cannons
- ۲۰۱۱ - کارولینا کرشنتینی - Boris: The Film and 20 sigarette
- ۲۰۱۲ - میکائلا چسکون - Piazza Fontana: The Italian Conspiracy
- ۲۰۱۳ - سابرینا فریلی - زیبایی بزرگ (فیلم)
- ۲۰۱۴ - پائولو میناچونی - Fasten Your Seatbelts
- ۲۰۱۵ - میکائلا رمتزوتی -  Il nome del figlio